# Sahl ibn Hunayf
Sahl ibn Hunayf, [Abū ʿAbd Allāh, Abū Saʿd] ibn Waḥb b. al-ʿUkaym b. Thaʿlaba b. al-Ḥārith b. Majdaʿa b. ʿAmr b. Hanash b. ʿAwf (in arabo ﺳﻬﻞ ﺑﻦ حُنَيف‎?; Medina, ... – Kufa, 658), è stato un Sahaba.

## Biografia
Figlio di Ḥunayf b. Waḥb e di Hind bint Rafaʿa b. Umays, Sahl fu uno degli Anṣār medinesi e prese parte a varie battaglia in difesa dell'Islam, a partire dalla battaglia di Badr.
Sotto l'Uḥud - assieme ad ʿAlī, Ṭalḥa b. ʿUbayd Allāh, ʿAbd Allāh b. Jaḥsh, Anas b. Naḍr e ad Abū Dujāna - difese strenuamente il Profeta, che era stato ferito e che aveva perso i sensi e abbondante sangue, illudendo i nemici di essere stato ucciso.
Fu nominato Wālī di Medina da ʿAlī al termine della battaglia del Cammello per i suoi sentimenti lealisti (favorevoli cioè al legittimo califfato di ʿAlī), raggiungendolo più tardi a Kufa, dove morì di morte naturale.